# 이기중 (야구인)
이기중(李基中, 1976년 7월 17일 ~ )은 전 KBO 리그 LG 트윈스의 선수이다. 상무에서 군생활을 마치고 2000년 LG 트윈스에 입단하였으나, 2001년 시즌 후에 방출되었다.
2022년5월24일 LG vs KT경기에서서 정근우선수의 3루태그업 과정에서 눈깔사시판정함.
태그업이 정확히 이루워졌지만 태그업이 빠르다고 아웃선언하였고 KBO는 이기중심판한테
엄중경고라는 아주무서운 처벌을 내렸다.

## 학력
- 서울사당초등학교
- 선린중학교
- 선린정보고등학교
- 제주국제대학교